# Жар-птица (филм)
Жар-птица (енгл. Firebird) британско-естонски је љубавни, ратни и драмски филм из 2021. године. Филм је режирао, написао и продуцирао Петер Ребане (у свом редитељском дебију), а темељи се на мемоарима Сергеја Фетисова, Прича о Роману. Главне улоге глуме Том Прајор (који је такође написао и продуцирао филм), Олег Загородни и Дијана Пожарскаја. Смештен у Совјетско ратно ваздухопловство током Хладног рата, прича истиниту причу о забрањеној љубави између редова и борбеног пилота.
Премијера филма је била на британском фестивалу 17. марта 2021. године. Roadside Attractions је објавио филм у међународне биоскопе 29. априла 2022. године.

## Радња
Сергеј, проблематични млади редов, броји дане до истека војне службе. Његов живот се окреће наглавачке када Роман, храбар борбени пилот, стиже у базу. Вођени радозналошћу, Сергеј и Роман крећу се несигурном линијом између љубави и пријатељства док се између њих и Луизе, секретарице команданта базе, ствара опасан љубавни троугао. Сергеј је приморан да се суочи са својом прошлошћу јер је Романова каријера угрожена, а Луиза се бори да одржи породицу на окупу. Како се зидови приближавају, они ризикују своју слободу и своје животе суочени са ескалирајућом истрагом КГБ-а и страхом од свевидећег совјетског режима.

## Улоге
| Глумац            | Улога  |
| ----------------- | ------ |
| Том Прајор        | Сергеј |
| Олег Загородни    | Роман  |
| Дијана Пожарскаја | Луиза  |